# Santo Cristo de Ipojuca
Nomeia-se Santo Cristo de Ipojuca, ou alternativamente, Senhor Santo Cristo e Glorioso Santo Cristo, a peça de arte sacra sita na cidade pernambucana de Ipojuca ao redor da qual se desenvolveu uma intensa veneração popular . O venerando crucifixo retrata Jesus Cristo com os braços estendidos ao alto, e não amplamente abertos, sendo esta representação singular da crucificação o único registro, no Brasil, de sobrevivência da iconografia típica jansenita, corrente de pensamento surgida na região de Flandres e posteriormente declarada herética pela Igreja Católica. Para aquela doutrina, Jesus Cristo teria vertido seu sangue não pela totalidade da raça humana, senão para alguns poucos, os eleitos, o que se materializaria na estreiteza com que representavam os braços de Cristo nos crucifixos. 
Não se sabe como ou quando a imagem do Santo Cristo aportou em terras ipojucanas, nem os motivos pelos quais foi poupada, visto que a maior parte dos crucifixos jansenitas postos à veneração pública foi eventualmente destruída, após declarados heréticos pela Igreja. No entanto, especula-se que desconhecimento das autoridades eclesiais brasileiras da condenação, num tempo em que os documentos papais demoravam anos ou décadas para estarem disponíveis ao conhecimento amplo, pode ter tido um papel preponderante na preservação da imagem. 
No dia alusivo a esta devoção, a saber, primeiro de janeiro de todos os anos, multidões de peregrinos afluem ao Convento de Santo Antônio, na qual a imagem encontra-se custodiada, repetindo uma tradição que data dos primórdios da colonização portuguesa do Brasil, e que se apresenta como um dos mais antigos atos de devoção católica da região nordeste